# 海底 (麻将)
海底是指麻將中一局中的最後一次摸牌和打牌。用海底牌自摸稱海底撈月，而河底牌榮和則稱河底撈魚。在日本麻雀，海底牌是除了王牌之外，牆牌（山）的最後1枚，是少數在無法立直且手牌無役的狀態下能夠用來和牌的役種（這個役種與手牌無關）。摸到海底牌的玩家宣言自摸，或者打出1張牌（河底牌）。如果其餘的玩家沒有榮胡河底牌，這局就會結束（流局）。

## 日本麻雀中的「海底」

### 限制
- 海底不能槓：不管是暗槓還是加槓，都不能用海底牌進行。這是因為如果用海底牌開槓而取得1枚嶺上牌，本來應該有14枚的王牌[註 1]就會變成只有13枚。
- 河底不能吃碰槓：不能對河底牌進行吃、碰、明槓。這是因為如果對海底牌進行吃、碰、明槓時，會讓吃、碰、明槓者打出的牌重新成為河底，從而無法確定河底牌是哪張。
- 在很接近海底時不能立直：現在一般規則中，要求牌山中最少有4枚牌才能宣言立直（而在三人麻將當中至少要3枚）。也就是說，要宣言立直，需要自己還有最少一次自摸的機會。

### 海底摸月
海底摸月是指自摸海底牌和了，1翻，略稱海底。如果在門前清的狀態下達成，還能得到門前清自摸和的1翻。另外，即使是門前清不成立，也沒有役的形式聽牌，也能通過海底摸月和了。
自摸在海底牌之前的那張牌並開槓，使用嶺上牌和了的時候，嶺上牌就成為那一局中摸到的最後的一張牌。不過，只有在直接自摸海底牌和了的情況下海底摸月才成立，使用嶺上牌和牌的時候海底撈月不成立。換句話說，海底摸月和嶺上開花不能覆合。
日本麻將亦有地方役為「（置於石上三年，意譯為鐵杵磨成針）」，海底摸月若是與雙立直複合，則計為役滿，河底撈魚則不行。

### 河底撈魚
河底撈魚在榮和河底牌時成立，1翻。雖然應該略稱河底，不過經常和海底摸月一樣略稱「海底」或是稱呼為「海底和」。
由於最後一次出牌，一律視為河底牌，所以開槓以後打出的嶺上牌，依舊可以成立河底撈魚。

### 海底開花
又叫鐘鼓齊鳴、槓爆、海底槓自摸：海底撈月時槓上開花。一般來說是只有無保留牌山的情況下牌山最後一張牌以槓上開花模式自摸，所以只有香港麻將及廣東麻將限定的牌型。
在日本麻將地方役中有類似的役種，剩餘最後一張可摸的牌時開槓並且嶺上開花自摸，稱為花天月地，計為役滿。

### 搶河底槓
又叫萬炮齊發，河底撈魚加搶槓。一般來說是只有牌山摸完後可以用最後一張牌加槓時被搶槓，所以只有香港麻將及廣東麻將限定的牌型。

## 註解
1. ↑  王牌指日本麻雀中開門位置右側七墩共14張牌。其中第三墩的上位牌會翻開作為懸賞指示牌。